# Эпсилон (ракета-носитель)
«Эпсилон» (яп. イプシロンロケット Ипусирон рокэтто) — японская трёхступенчатая твердотопливная ракета-носитель лёгкого класса, ранее известная как ASR (от англ. Advanced Solid Rocket — передовая твердотопливная ракета), разработанная и сконструированная Японским аэрокосмическим агентством (JAXA) и IHI Corporation для запуска лёгких научных космических аппаратов. Её разработка началась в 2007 году, как замена четырёхступенчатой твердотопливной ракеты-носителя «Мю-5», использование которой было прекращено в 2006 году.

## Предпосылки создания
Главной целью создания новой ракеты-носителя было снижение высокой стоимости запуска ракеты «Мю-5», составлявшей 75-90 млн долларов США. Внедрение новых технологий и оптимизация производства позволили вдвое снизить цену ракеты, а также значительно сократить время, необходимое на её создание и обслуживание, по сравнению с «Мю-5». Так, время от подписания контракта на запуск спутника до старта сократилось с трёх лет до одного года, процесс сборки ракеты-носителя на стартовой площадке уменьшен с 42 до 7 дней, предстартовый отсчёт сокращен с 9 до 3 часов. Ракета оснащена современными компьютерами, благодаря чему проверка и контроль готовности ракеты к запуску происходят автоматически и почти не требуют участия человека. Для обеспечения пуска ракеты-носителя «Эпсилон» требуется всего 8 человек, для запуска прежних ракет было необходимо около 150 человек персонала.

## Конструкция
Первоначальная версия ракеты-носителя использовалась только для одного запуска. Программа по разработке ракеты-носителя «Эпсилон» стоила около 200 млн долларов.
Общая масса ракеты-носителя «Эпсилон» составляла 91 т, при длине 24,4 м. Ракета позволяла вывести на низкую околоземную орбиту до 1200 кг, а при добавлении жидкостной четвёртой ступени — до 450 кг на солнечно-синхронную орбиту высотой 500 км.

### Первая ступень
В качестве первой ступени установлен модифицированный твердотопливный боковой ускоритель SRB-A3, используемый на ракетах-носителях H-IIA и H-IIB. Вместо конусовидного колпака-обтекателя, наверху ступени закреплена промежуточная секция длиной 1,58 м, вмещающая сопло двигателя второй ступени.
Высота ступени составляет 11,68 м (без промежуточной секции), диаметр — 2,6 м, стартовая масса — 75 500 кг. Ступень развивает среднюю тягу 2271 кН в вакууме с удельным импульсом 284 с. Время работы ступени — 116 секунд.

### Вторая ступень
На второй ступени используется твердотопливный двигатель M-34c, модифицированная версия третьей ступени ракеты-носителя «Мю-5».
Диаметр ступени 2,2 м, высота — 4,3 м, стартовая масса — 12 300 кг. Тяга ступени в вакууме составляет 371,5 кН, удельный импульс 300 с. Время работы — 105 секунд.
Особенностью ступени является выдвижной сопловой насадок, раскладывающийся после отстыковки первой ступени и перед зажиганием второй, для повышения эффективности работы двигателя.

### Третья ступень
Для третьей ступени используется твердотопливный двигатель KM-V2b, модифицированная версия четвёртой ступени ракеты-носителя «Мю-5».
Высота ступени — 2,3 м, диаметр 1,4 м, стартовая масса — 2,9 т. Средняя тяга ступени в вакууме составляет 99,8 кН с удельным импульсом 301 с. Ступень также оборудована выдвижным сопловым насадком и работает в течение 90 секунд.
Сверху ступени находится цилиндрическая секция для монтажа оборудования EMS (англ. Equipment Mounting Structure), на внешней стороне которой размещаются полётные компьютеры, системы управления, навигации и телеметрии ракеты-носителя. К EMS присоединяется адаптер полезной нагрузки, а внутри секции могут быть интегрированы элементы дополнительной, четвёртой ступени.

### Четвёртая ступень (опция)
При необходимости более точного вывода полезной нагрузки на необходимую круговую орбиту может быть установлена компактная жидкостная ступень CLPS (англ. Compact Liquid Propulsion Stage), использующая в качестве топлива гидразин. Другое название ступени — PBS (англ. Post Boost Stage).
3 топливных бака диаметром 42 см располагаются внутри секции EMS и вмещают около 120 кг топлива. Тяга жидкостного ракетного двигателя составляет 0,4 кН. Двигатель может быть перезапущен многократно, общее время работы достигает 1100 секунд. В качестве системы ориентации используется набор маленьких гидразиновых двигателей.

### Головной обтекатель
Обтекатель крепится на промежуточную секцию первой ступени и скрывает полезную нагрузку, четвёртую, третью и вторую ступени. Длина обтекателя составляет 9,19 м, диаметр — 2,5 м, вес — около 800 кг.

## Эпсилон-2
После первого полета ракета подверглась модификации: общая масса выросла до 95,1 т, длина — до 26 м. Также выросли показатели выводимой полезной нагрузки. Улучшенная версия ракеты-носителя может вывести на НОО до 1500 кг, а на ССО — до 590 кг (с использованием четвёртой ступени CLPS).
Первая ступень практически не претерпела изменений, была лишь увеличена высота промежуточной секции до 2,32 м, чтобы уместить увеличившееся сопло двигателя второй ступени.
Основные изменения коснулись второй ступени, диаметр увеличился до 2,6 м, общая масса выросла до 17 200 кг. Тяга нового двигателя M-35 увеличилась до 445 кН, время работы ступени возросло до 129 с. Выдвижной сопловой насадок заменён стационарным, увеличив общую высоту ступени до 5,16 м. В отличие от предыдущей версии, вторая ступень имеет собственную внешнюю оболочку и не прикрыта головным обтекателем.
В третьей ступени используется обновлённый двигатель KM-V2c, также получивший стационарное сопло вместо выдвижного, увеличив за счёт этого высоту ступени до 2,5 м; показатели производительности ступени не изменились.
Опциональная четвёртая ступень CLPS на новой версии ракеты-носителя будет использовать вместо трёх топливных баков один увеличенного диаметра (65 см), вместимость топлива повысится до 145 кг, а максимальное время работы ступени — до 1300 секунд. Использование CLPS увеличивает стартовую массу ракеты на 300 кг.
Головной обтекатель остался прежних размеров, но используемый внутренний объём для размещения полезной нагрузки увеличился за счёт того, что обтекатель теперь закрепляется на вторую ступень и скрывает только третью, четвёртую ступени и полезную нагрузку.

## Стартовая площадка
Запуски ракеты-носителя «Эпсилон» производятся со стартовой площадки LP-Mu космического центра Утиноура, расположенной на побережье Тихого океана вблизи японского города Кимоцуки (бывший Утиноура), в префектуре Кагосима.

## Запуски ракеты-носителя «Эпсилон»
| 1 | 14 сентября 2013, 05:00 | Эпсилон CLPS   | SPRINT-A (HISAKI)                                                                              | НОО | Успех   |  |  |  |
| 1 | Запуск 27 августа 2013 года был автоматически остановлен за 19 секунд до старта, из-за нарушения синхронизации работы наземного оборудования и ракеты-носителя на 0,07 секунды. Аппарат SPRINT-A массой 340 килограмм выведен на орбиту 950 x 1150 км c наклонением 31°. |                |                                                                                                |     |         |  |  |  |
| 2 | 20 декабря 2016, 11:00 | Эпсилон-2      | ERG (ARASE)                                                                                    | ВЭО | Успех   |  |  |  |
| 2 | Первый запуск улучшенной версии ракеты-носителя. Аппарат для исследования радиационных поясов Ван Аллена выведен на орбиту 219 × 33 200 км, наклонение 31,4°. |                |                                                                                                |     |         |  |  |  |
| 3 | 17 января 2018, 21:06 | Эпсилон-2 CLPS | ASNARO-2                                                                                       | ССО | Успех   |  |  |  |
| 3 | Первоначально запуск был запланирован на ноябрь 2017, но в сентябре 2017 был отложен, из-за проблем с РН, возникших при подготовке к запуску. |                |                                                                                                |     |         |  |  |  |
| 4 | 18 январь 2019, 00:50 | Эпсилон-2 CLPS | RAPIS-1 ALE-1 Hodoyoshi-2 (RISESat) MicroDragon OrigamiSat-1 (3U) AOBA-VELOX 4 (2U) NEXUS (1U) | НОО | Успех   |  |  |  |
| 4 | [ 15 ] |                |                                                                                                |     |         |  |  |  |
| 5 | 9 ноября 2021, 00:55:16 | Эпсилон PBS    | RAISE-2 HIBARI Z-Sat DRUMS TeikyoSat-4 ASTERISC ARICA NanoDragon KOSEN-1                       | ССО | Успех   |  |  |  |
| 5 | |                |                                                                                                |     |         |  |  |  |
| 6 | 12 октября 2022, 00:50:00 | Эпсилон        | RAISE-3 QPS-SAR 3 QPS-SAR 4 MAGNARO MITSUBA KOSEN-2 WASEDA-SAT-ZERO FSI-SAT                    | ССО | Неудача |  |  |  |
| 6 | Ракета была самоликвидирована после отделения второй ступени и потери контроля высоты. |                |                                                                                                |     |         |  |  |  |

## Возможное военное применение
В связи с возможной эскалацией отношений Северной Кореи и Китая, имеющих собственные баллистические ракеты, с Японией высказываются предположения о использовании Японией ракеты «Эпсилон» для отработки технологий баллистических ракет.
В ноябре 2012 года JAXA сообщила о возможной утечке секретной информации о ракете после заражения одного компьютера в их сети вирусом (компьютер был удалён) и более ранних кибератак.